# Gonadotrophine chorionique équine
Pour les articles homonymes, voir eCG.
La gonadotrophine chorionique équine ou PMSG pour Pregnant Mare Serum Gonadotropin) est une hormone glycoprotéique (couramment abrégée en eCG, de l'anglais equine chorionic gonadotropinde type gonadotrophine). Cette hormone sécrétée par le placenta (ou chorion) des juments gestantes à partir du 35e jour de gestation agit sur certaines fonctions des gonades. « L'eCG est une glycoprotéine hétérodimérique composée de chaînes α et β, liées de manière non covalente, dont les profils de glycosylation déterminent l'activité in vivo de l'hormone ».
Des installations industrielles privées situées en Argentine, en Uruguay et en Islande extraient cette hormone folliculostimulante et lutéinisante du sang de juments élevées dans cet objectif, dans des élevages équins dédiés. L'hormone est ensuite conditionnée et commercialisée par des laboratoires, principalement pour l'exploitation industrielle des animaux de production, notamment pour la synchronisation des chaleurs (en) et des inséminations artificielles en Élevage porcin, mais aussi en élevage bovin, ovin, caprin ainsi que pour générer des superovulations (en) chez ces femelles, préalablement à des transferts d'embryons. Cette hormone est active chez un large spectre d'espèces, elle est aussi très utilisée pour induire des superovulations dans les unités transgéniques de rongeurs, et a même été utilisée pour la production de cocons chez le vers de terre.
L'exploitation des juments pour la production de cette hormone dans les fermes à sang peu réglementées, surtout en Amérique du Sud, ou en Irlande (pour le marché européen) est critiquée, tant en Amérique qu'en Europe pour cruauté envers les animaux, d'autant qu'existent des alternatives synthétiques disponibles sur le marché, et que la directive européenne 2010/63 sur l'utilisation des animaux à des fins scientifiques, appelle à remplacer les expériences animales par des alternatives quand elles existent. Depuis 2016 au moins, les preuves de fréquentes maltraitance des juments dans ces fermes à sang s'accumulent. Des ONG et des chercheurs demandent aux instances de régulation de réformer cette filière pour lui faire respecter l'éthique animale. De plus, le principe européen de la fourche à la fourchette (Farm to Fork Strategy), intégrée au pacte vert pour l'Europe inclue le bien-être animal (pour lequel des progrès restent à faire comme le montre en France l'association L214, mais la transparence reste un enjeu crucial pour garantir une meilleure information des consommateurs.

## Dénomination
L'eCG (gonadotrophine chorionique équine) est parfois aussi appelée Pregnant Mare Serum Gonadotropin (PMSG), désignation crée avant que son origine chorionique (placentaire) ne soit mise en évidence.

## Physiologie
L'eCG est sécrétée par des cellules trophoblastiques binucléées migratrices, à partir du 35e jour de gestation de la jument et jusqu'au 120e. Il semble que le zèbre et les ânes sauvages soient également capables d'en sécréter. Chez la jument, son activité est similaire à celle de l'hormone lutéinisante (LH). 

## Composition et structure protéique
La protéine est composée de deux grands éléments : 
- la chaîne alpha (α) des hormones glycoprotéiques ;
- des sous-unités lutropine / choriogonadotrophine bêta (β).

Elle doit subir une glycosylation (ajout d'une chaînes de certains sucres) complexe pour pouvoir se lier à son récepteur et l'activer, et pour avoir une demi-vie longue,. Cette glycosylation, indispensable pour les qualités pharmacodynamiques et pharmacocinétiques de ce médicament vétérinaire,, constitue jusqu'à 45 % du poids moléculaire total de la protéine eCG (qui plus précisément contient des oligosaccharides qui sont spécifiquement liés à l'acide asparagique aussi dit Asn) sous des formes di- et triantennaires se terminant par des résidus sialiques (Siaα2,3 ou Siaα2,6Galβ1,4GlcNAc). Martina Lösle et al. (2025) notent qu'une autre hormone, l'eLH, sont la base protéique est identique à celle de l'eCG (même séquence d'acides aminés) présente, elle, plus de 72 % des oligosaccharides liés à l'Asn d'une manière différente avec 1 ou 2 branches se terminant par la séquence S04-4-GalNAcβ,4GlcNAc. Cette différence dans la manière dont les sucres (oligosacharides) sont ajoutés par clycosylation semble expliquer la longue demi-vie et l'efficacité de l'eCG ,.
L'étude de la N-glycosylation spécifique au site, a confirmé la présence d'O-acétylation des acides sialiques (des acides qui jouent des rôles importants et encore mal compris) au niveau de la structure des glycanes de l'eCG, une réaction qui n'est pas significativement trouvée sur le CG humain, ce qui laisse penser que cette modification est spécifique au équins. Le rôle exact de l'O-acétylation dans le mécanisme d'action de la PMSG reste à précise, et selon il doit être prise en compte lors de la production d'eCG recombinants,.
Isoformes du PMSG : On sait, au moins depuis les années 1940 qu'elles existent ; le processus utilisé pour extraire l'hormone du sérum d’isolement dans la production commerciale de PMSG semble à favoriser les isoformes acides de PMSG . En 2025, des analyses protéomiques montre que les glycosylations variant grandement selon les produits mis sur le marché : sur quatre produits PMSG commerciaux étudiés, il y avait seulement 5,5 % de points communs entre les 4 composition protéique, les protéines sériques étant la principale variable. 

## Histoire
Selon W. R. Allen (1969) cette hormone (PMSG) a été découverte dans le sérum de juments où elle apparait entre le 35 et 41eme jour de gestation ; puis son pic dans le sérum se produit vers le 60e jour et elle n'est généralement plus détectée au 130e jour. ll montre qu'elle est produite à l'intérieur de l'Utérus, par des structures de l'endomètre (cupules endométriales), qui se forment en cercle autour du sac fœtal en développement (Ceinture choriale, qui est une lignée cellulaire du trophoblaste). Ce tissus ne se forme que dans cette période de la gestation, avec un développement maximal vers le 70e jour (« à 55-60 jours de gestation chez les poneys et 60-65 jours chez les pur-sang »), puis il dégénère et détache de l'endomètre (on le dit décidual) pour se libérer dans la lumière utérine,.
De 2016 à 2019, environ 6,4 millions de doses de PMSG ont été administrées aux truies rien qu'en Allemagne, de qui selon AL. Camphora (2024) illustre l'ampleur de son utilisation dans l'industrie, au détriment du bien être animal. Les enquêtes faites depuis 2015 par la fondation Animal Welfare Foundation (AWF) et l'ONG suisse Tierschutzbund basée à Zürich montrent une gestion fréquemment cruelle, abusive (souvent répétitive, stressante et épuisante pour les juments) voire éthiquement inacceptable des juments gestantes, qui servent de source de sang pour l'extraction de cette hormone. La question éthique se pose aussi en aval, car l'utilisation répétée de la PMSG dans l'élevage industriel et intensif, s'il facilite grandement l'insémination artificielle et réduit les jours « improductifs » entre les grossesses, affecte aussi négativement les animaux femelles soumises aux superovulations répétées : on trouvera plus de porcelets morts ou faibles dans les grandes portées. De plus l'insémination artificielle produit des pools d'animaux génétiquement très proches, ce qui est favorables aux épidémies zoonotiques.

## Utilisation en élevage
La gonadotrophine chorionique équine est utilisée en médecine vétérinaire des animaux de rente, pour des usages divers. Chez les espèces n'appartenant pas aux équidés, elle a une activité mixte hormone lutéinisante (LH) / hormone folliculo-stimulante (FSH). 
En raison de ces propriétés, elle est notamment utilisée pour la synchronisation des chaleurs (en) (et donc des inséminations artificielles) en élevage bovin, ovin, caprin et porcin.
Après pose d'une spirale vaginale ou d'un implant auriculaire de progestatif pendant une dizaine de jours, l'injection d'eCG est utilisée lors du retrait pour parfaire la synchronisation, particulièrement chez les vaches allaitantes non cyclées lors du traitement, et renforcer l'induction de l'œstrus et de l'ovulation (c'est son "effet FSH" qui est utilisé),,. Selon le même principe, elle est utilisée pour le traitement médical du syndrome anœstrus de la vache lorsqu'il est d'origine fonctionnel. 
Elle peut aussi être utilisée afin de générer une superovulation (en) chez les femelles (en zootechnie, la superovulation fait partie des technique de reproduction assistée ; elle consiste à augmenter artificiellement le nombre d'ovules libérés lors d'un cycle normal. Pour cela, on administre des stimulants hormonaux, comme la PMSG, qui favorise un développement – anormal, artificiel – de plusieurs follicules simultanément). Cette méthode permet d'obtenir un rendement reproductif supérieur à l'ovulation naturelle, ce qui est notamment utile pour optimiser la production d'embryons dans les élevages, pour réaliser des transferts d'embryons, ou pour la recherche quand elle a besoin de production d'embryons,,. C'est alors son effet LH qui est utilisé. 
Cette hormone n'est pas utilisée en élevage équin sur les juments, car le principe d'action serait non-fonctionnel. 
Par ailleurs, son dosage dans le sang des juments gestantes a été utilisé comme diagnostic de gestation, mais cette méthode tend à être moins utilisée car elle ne tient pas compte de la mortalité embryonnaire et n'est réalisable que du 40ème au 140ème jour.
Cette hormone est active chez un large spectre d'espèces, elle a même été récemment utilisée pour la production en masse d'oeufs (cocons) de vers de terre (Lumbricus rubellus, animal couramment utilisée pour l'alimentation animale, pour les pisciculture et l'alimentation du bétail, en raison de sa très haute teneur en protéines : 65 % supérieure à celle de la viande de mammifère et 50 % supérieure à celle du poisson) ; la reproduction du vers de terre est ici manipulée en provoquant des superovulations à l'aide de la gonadotrophine sérique de jument enceinte (PMSG).

## Production
L'eCG est extraite du sang de juments gravides, collecté dans des élevages dédiées. La plupart se situeraient aux États-Unis, en Argentine, en Uruguay et en Corée du Sud. Le sang est collecté par cathétérisme de la veine jugulaire externe, théoriquement dans une limite d'environ 15 % du volume total de sang circulant, par période de 4 semaines.
Les poulains générés par ces gestations sont considérés comme des coproduits, ils sont donc avortés ou vendus à la naissance. Quand les juments ne sont plus suffisamment productives, c'est-à-dire quand leur fécondité n'est plus suffisante pour mener à bien des gestations successives, elles sont abattues pour leur viande.
L'une des principales entreprises du secteur est la société Syntex, active en Argentine et en Uruguay (D'après l'enquête des associations de protection animale, les fermes uruguayennes reçoivent des subventions de la part de leur gouvernement et de l'alliance commerciale Mercosur depuis 2013, pour développer cette activité). 
L'Islande est aussi un pays producteur.

## Maltraitance animale et controverses
En plus des aspects inhérents à la production de cette hormone pour l'industrie pharmaceutique (exploitation des chevaux pour leur sang, gestations répétées, avortement des fœtus, réforme des juments pour leur viande), les associations de protection animale dénoncent des actes de cruauté envers les animaux,, déplorant l'absence de lois de protection animale réglementant l'élevage des chevaux pour leur sang, notamment concernant le volume de sang qu'il est possible de collecter en garantissant le minimum de risques pour la santé des juments (anémie, avortement, collapsus de la veine jugulaire, formation d'hématomes, choc hypovolémique...).
Selon l'Animal Welfare Foundation (AWF), dans ces "Fermes de sang", des milliers de juments réguliièrement artificiellement fécondées pour être gestantes, sont traitées comme des source de matière première (sang). Durant les moments où la jument produit la PMSG, ce sont jusqu'à 10 litres de sang qui lui sont prélevés, en plusieurs prélèvements répétés une à deux fois par semaine, durant jusqu'à 12 semaines. Quand le flux de cette hormone cesse (vers le 100ᵉ jour de gestation) le cycle est relancé via un avortement provoqué, suivi d'une nouvelle insémination artificielle (environ 20 000 avortements sont ainsi provoqués chaque année et, selon étude publiée en 2016, dont le protocole a été validé par le Comité de recherche de l'Universidad de la República de Montevideo : en Uruguay, l'avortement se fait, de manière traumatique, par « ponction digitale des membranes fœtales » après une dilatation manuelle préalable du col de l'utérus, entraînant l'expulsion du fœtus et du placenta dans les 48 heures.
Selon Animals Angels les fermes à sang d'Argentine et d'Uruguay laissent mourir sur place certains animaux trop faibles pour supporter les ponctions de sang. Animals Angels dénonce aussi l'utilisation excessive d'aiguillons électriques pour faire avancer les juments. L′Animal Welfare Foundation témoigne, elle, de n'avoir pu enquêter dans la ferme à sang de Loma Azul (Uruguay) car le lieu était gardé par des militaires. Elle cite néanmoins 795 chevaux envoyés à l'abattoir par cette ferme en 2014.
En mars 2016, le Parlement européen a estimé que la production de cette hormone par les pays tiers concernés n'était pas conforme aux standards de l'Union européenne.
Le Conseil des ministres européens a prévu de statuer sur ce sujet le 9 octobre 2017. 
En 2017, les organismes interprofessionnels d'élevage contactés en France à ce sujet (Interbev, Inaporc et Anicap) ont refusé de le commenter ; mais le périodique La France agricole s'est clairement prononcé contre cette production.
En mars 2017, une pétition, sur le site Avaaz.org, demande l'interdiction de l'importation d'eCG par l'Union européenne ; elle réunit plus d'1,6 million de signatures. En juin 2017, les laboratoires MSD (Merck & Co) annoncent cesser leurs importations depuis les fermes à sang incriminées. En revanche, selon Libération, le laboratoire Ceva Santé Animale continue à s'approvisionner auprès de Syntex, en Argentine, malgré des alertes répétées, et justifie ce choix par la visite d'un expert indépendant accompagné d'une équipe en interne et par celles du ministère de l'Agriculture argentin, pour s'assurer que les conditions d'élevage seraient décentes.
Suite aux alertes émises par l′Animal Welfare Foundation (AWF) en 2018, Syntex a perdu ses clients européens pour son produit Novormon (ce à quoi l'industriel a répondu en mettant sur le marché un produit rebaptisé Fixplan, « dont l'origine et le fabricant sont délibérément dissimulés pour maintenir sa présence sur le marché européen » ; malgré des discussions au sein de la Commission européenne, en avril 2025 aucun embargo n'a encore été imposé sur l'importation de la PMSG provenant d'Argentine et d'Uruguay.  
Au vu des preuves de fréquentes maltraitance des juments dans les fermes à sang destinées à la production de PMSG, plusieurs ONG, pétitions et chercheurs réclament que les instances de régulation envisagent de réformer cette filière, pour y garantir le respect des règles de l'éthique animale.